# Paktierte Demokratie
Als Paktierte Demokratie (spanisch democracia pactada) bezeichnet die Politikwissenschaft eine Form der Demokratie, bei der (fast) alle oder zumindest die meisten der relevanten politischen Akteure eine Art Waffenstillstand verabreden. Anzutreffen war und ist die Paktierte Demokratie zum Beispiel in Südamerika. Ähnliche Systeme, wo in der Praxis nur eine oder zwei große Parteien entscheidend sind, haben sich über so genannte Korporationen oder Sozialpartnerschaften gepaart mit gewissen Traditionen von milieugebundenen Stammwählerschaften auch in den Industriestaaten entwickelt. So hat in Japan die Liberaldemokratische Partei seit 1955 bis heute, abgesehen von zwei kurzen Unterbrechungen, die Regierung inne. Seit mehr als 100 Jahren wurden in den Vereinigten Staaten die Präsidenten nur noch von zwei verschiedenen Parteien gestellt.
Kritiker sehen in diesem System einen mangelhaften Pluralismus bei einem gleichzeitig gezielten Ausschluss schwächerer, aber trotzdem wesentlicher Parteien und politischer Interessensgruppen. Außerdem ist auf Dauer das Fehlen einer Konkurrenz und damit auch einer politischen Alternative zu den etablierten Parteien zu beobachten, da sich die politischen Programme mit der Zeit angleichen.

## Venezuela
So schlossen 1958 in Venezuela die wichtigsten Parteien (unter anderem Acción Democrática und COPEI), die dominierende Gewerkschaft Confederación de Trabajadores de Venezuela, der größte Unternehmerverband, das Militär und die Kirchen das Punto-Fijo-Abkommen, den Avenimiento Obrero-Patronal und das Programa Mínimo de Gobierno. Ziel war es, eine gegenseitige Anerkennung der Existenzberechtigung zu erreichen, eine Dominanz einer Partei wie während des Trienio genauso zu vermeiden wie die Militärdiktatur danach und so eine stabile Demokratie zu ermöglichen. Außerdem sollte eine konstante Wirtschaftspolitik erreicht werden, eine Beteiligung aller Bevölkerungsklassen, sowie der Ausschluss der kommunistischen Partido Comunista de Venezuela von der Regierung. Das System schien jahrzehntelang erfolgreich, doch untergruben Ineffizienz, Korruption und Vetternwirtschaft das Land derart, dass puntofijismo heute ein politisches Schimpfwort ist.